# Titus Young
Titus Young (Los Angeles, 21 agosto 1989) è un giocatore di football americano statunitense che gioca nel ruolo di wide receiver e dal 2014 è free agent. Fu scelto nel corso del secondo giro (44º assoluto) del Draft NFL 2011 dai Detroit Lions. Al college ha giocato a football alla Boise State University.

## Carriera professionistica

### Detroit Lions
Young fu scelto nel corso del secondo giro del Draft 2011 dai Detroit Lions. Nella sua prima stagione fu il terzo ricevitore nelle gerarchie della squadra. Il 30 ottobre nella sconfitta contro i Denver Broncos per 45-10, Young ricevette 4 passaggi per 66 yard e segnò il suo primo touchdown su ricezione. Altri due touchdown li segnò nell'ultima settimana della stagione regolare contro i Green Bay Packers. La sua stagione da rookie si concluse con 607 yard ricevute e 6 touchdown.
Nella stagione 2012 Young ebbe problemi con la squadra e l'allenatore dei Lions, concludendo con 10 gare giocare con 383 yard ricevute e 4 soli touchdown. A fine stagione Young espresse tutto il suo disappunto su Twitter. Fu tagliato dai Lions poco più di un mese dopo.

### St. Louis Rams
L'unica squadra ad esprimere un interesse per lo svincolato Young furono i St. Louis Rams, con cui firmò il 5 febbraio 2013, il giorno dopo la fine della sua esperienza a Detroit. Dopo soli dieci giorni fu svincolato anche dai Rams

## Vittorie e premi
Nessuno

## Statistiche
| Anno | Squadra       | Gare | Gare | Ricezioni | Ricezioni | Ricezioni | Ricezioni | Ricezioni |     | Fumble |
| Anno | Squadra       | P    | Ric  | Yard      | Media     | Max       | TD        | FD        | FUM | Persi  |
| ---- | ------------- | ---- | ---- | --------- | --------- | --------- | --------- | --------- | --- | ------ |
| 2011 | Detroit Lions | 16   | 48   | 607       | 12,6      | 57        | 6         | 33        | 1   | 0      |
| 2012 | Detroit Lions | 10   | 33   | 383       | 11,6      | 46        | 4         | 20        | 0   | 0      |
|      | Totale        | 26   | 81   | 990       | 12,2      | 57        | 10        | 53        | 1   | 0      |

Statistiche aggiornate al 7 febbraio 2013